# Војна сахрана
Војна сахрана је меморијал или погребни обред који даје војска неке земље за војника, морнара, маринца или авијатичара који су погинули у борби, ветерана или других истакнутих војних личности или шефова држава. Војна сахрана може да садржи почасну стражу, испаљивање рафалних хитаца као поздрав, бубњање и друге војне елементе, са заставом која се превија преко ковчега.

## Канада
Канадске војне сахране укључују многе ритуале виђене у другим деловима света. Краљевска канадска коњичка артиљерија користи топ и кочије као погребно возило. Пригушени бубњеви прате процесију поред гроба. Покојников оглавак, обележја и медаље носе се на сомотном јастуку на сахрану. Када се тело покопа, над гробом се испаљују салве. Земље Комонвелта копирају британску војну вежбу и церемонију.
Упркос томе што је била полицијска снага, а не огранак војске, Краљевској канадској коњичкој полицији је краљ Џорџ V 1921. одао почасти као да је драгунски пук у знак признања њеним члановима који су служили у Бурском и Великом рату. КККП стога врши "пуковске сахране" у војном стилу за припаднике и официре погинуле на дужности и пензионисане чланове и официре са изузетним стажом.
Пуковска сахрана КККП-а обично ће укључивати процесију, црквену службу или јавну службу, као и церемонију сахрањивања или церемонију на гробу за сахрану или церемонију капеле за кремације. У поворци се налазе командир ( коњ без јахача ), командир носиоца, осам носиоца сандука, носилац обележја ако постоје обележја, два носиоца оглавља, почасне палице, лафет или мртвачка кола. Ковчег може бити украшен државном заставом Канаде, Велике Британије или заставом КККП-а. Друге полицијске снаге у Канади такође називају сахране за своје официре на овај начин, као „пуковске сахране“, иако, у ствари, нису чак ни церемонијално војни пукови.

## Чиле
На чилеанским војним сахранама, пева се песма "Yo tenía un camarada". Ковчег може, али и не мора бити вучен на кесону. Буглер звучи последње почасти током покопа. Када ковчег уђе у гробницу, одељење изводи почасну паљбу.

## Немачка
У Немачкој, ковчег је прекривен "Бундесдиенстфлаге-ом" (застава Савезне службе) орао окренут удесно, гледајући у главу покојника. У нивоу главе покојника за ковчег је причвршћена капа за главу (шлем, качкет, беретка), која се отвара надоле, штит/ивица показује на главу грбног орла. Пошто се по немачком церемонијалу ковчег спушта у гроб умотан у заставу, друга застава се посебно носи ради предаје породици. Песма Лудвига Уланда " Ich hatt' einen Kameraden " саставни је део војне сахране. Пева се када се ковчег спусти у гроб, војници ће извести поздрав.

## Индонезија
У Индонезији се војне сахране генерално дају само пензионисаним припадницима Индонежанских националних оружаних снага који су служили у домаћим операцијама или у међународним мировним операцијама или пензионисаним герилцима и/или војницима Индонежанске националне револуције, посебно онима који држе „ Бинтанг Герилиа ( Звезда гериле) “ наређење, или активном особљу убијеном док је на активној служби. Опцију за овакву сахрану имају изузетни политичари и министри, али се већина одлучује за интимнију верску сахрану. Приликом државне сахране обавезно је да се одржи војничка сахрана којој претходи завршна верска служба пре почетка парастоса. Поздрав са три рафала је норма коју изводи одред од седам војника, повремено мешавина припадника оружаних снага или полиције у зависности од њихове каријере.

## Италија
У Италији се припадницима Оружаних снага који су погинули на дужности одобрава државна сахрана указом премијера. Дакле, сахрана иде по протоколу државне сахране, а посебно шесторица официра у високим униформама који носе ковчег су припадници истих Оружаних снага као преминули.

## Русија
У Русији, лица која имају право на војне сахране су угледни ветерани часно отпуштени из службе, погинули војници или војници који су на други начин погинули у току активне службе, државни званичници и неке друге категорије људи који су се истакли у државној служби. Ритуал укључује почасну гарду, чија величина зависи од чина и статуса преминулог и може варирати од пуког одреда до пуне чете, која прати преминуле до погребних кола и од погребних кола до гроба, са посебним одредом за ношење покојникове награде. Погребну поворку прати и војни оркестар, који традиционално свира „Како је славан Господ наш“ (стару краљевску химну ) док се тело ставља на мртвачка кола и националну химну Русије током поздрава после саме сахране. Пре поворке се носи портрет покојника, затим погребни венци и додела награда. Осим заставе, ветеран копнених или ваздухопловних снага се сахрањује са својом регулационом капом на ковчегу. На гробљу се прво чита хвалоспев, спушта се застава и оркестар свира погребни марш док се ковчег спушта у гроб, након чега се испаљује тробојни поздрав празним мецима, након чега следи извођење националне химне. Поздрав из артиљерије може се одобрити за посебно важну сахрану генерала или заставног официра.

## Америка
У Сједињеним Државама, Војни округ Вашингтона је одговоран за пружање војних сахрана. "Одавање почасти онима који су служили" назив је програма за успостављање достојанствене војне сахране уз пуне почасти ветеранима нације.
Од 1. јануара 2000. године, члан 578 јавног закона 106-65 Закона о овлашћењу за националну одбрану налаже да Оружане снаге Сједињених Држава обезбеде одавање почасти на војној сахрани за сваког квалификованог ветерана ако то затражи његова или њена породица. У складу са савезним законом, почасна гарда за сахрану квалификованог ветерана састоји се од најмање два припадника Оружаних снага. Један је представник матичне оружане снаге погинулог борца. Јединица почасне гарде ће, у најмању руку, извести церемонију која укључује склапање и представљање заставе Сједињених Држава најближим рођацима и свирање „ Тапса “, које ће свирати усамљени трубач, ако је доступан, или аудио записом. На дан сахране, америчка застава се спушта на пола копља.

## Галерија
- Војна сахрана контраадмирала Америчке морнарицеХенрија Х. Белаодржана је у Хиогу, Јапан, 14. јануара 1868. године.
- Ковчег поручникаРеџиналда Варнефордакоји су припаднициКраљевске морнаричке дивизијеносили на његову гробницу нагробљу Бромптон21. јуна 1915. године.
- Војном сахраномМанфреда фон Рихтхофенапредседавају официри 3. ескадриле РААФ-а који носе његово ковчег на гробљу Бертангл у Француској 22. априла 1918. године.
- Врховни командантЛуфтвафеа Херман Герингдржи говор на војној сахрани аса ноћног борца потпуковника.Хелмута Лента, октобар 1944.
- Припадници Батерије председничког поздрава поздрављају оружјем користећи противтенковске топове од три инча (модификоване у калибар 75 мм) током војне сахране одржане нанационалном гробљу у Арлингтону10. августа, 1998.
- Тим ковчега из1. групе специјалних снага носи ковчег са заставом заставника 1. класеНејтана Р. Чепмена 8. јануара 2002. намеђународном аеродрому Сијетл-Такома.
- Тим Америчке морнарице савија заставу која покрива посмртне остаткеНАСА-иног астронаута и капетана Америчке морнарице Лорел Блер Салтон Кларк, члана посаде спејс шатла <i id="mwASo">Колумбија</i>која је погинула са остатком својих чланова посаде током катастрофе уКолумбији 2003.
- Војна погребна поворка за војнике из Другог светског рата и добитникаВикторијиног крста у Ванкуверу, Канада, 13. августа 2005.
- Ковчег Каспара Вајнбергера, 15.министра одбране Сједињених Држава, у свечаној погребној поворци на путу до свог последњег почивала на Арлингтонском националном гробу 4. априла 2006.
- Тим ковчега из 3. пешадијског пука Сједињених Држава „Стара гарда“ преноси остатке пензионисаног главног заступника. Мајкла Џеј Новоселатоком церемонијалне погребне поворке на националном гробу Арлингтон где је постављен 13. априла 2006.
- Церемонијална јединица додијељенаПоморској ваздушној станици Лемурвиђена је како одаје част на војној сахранинационалном гробу долине Сан Хоакину Густину, Калифорнија.
- Водови за праћење марширају нагробљу Поморске академије Сједињених Државау склопу церемонијалне погребне поворке за бившег председавајућег Здруженог генералштаба, адмиралаВилијама Џ. Кроуа2007. године.
- Тим са сандуком носи мајораДагласа А. Зембика, бившег команданта Е чете, 2. батаљона,1. пука маринацаизкапеле Поморске академијеу Анаполису, Мериленд, након сахране одржане у његовој част.
- Канадска почасна гарда носи остатке Пте. Себастијен Курси током церемоније заласка сунца на аеродрому Кандахар, Авганистан, 17. јула 2009.
- Мајор Роберт Бонер носи посмртне остатке генерал-потпуковника АП Кларка, који је одређен као ратни заробљеник током Другог светског рата.